# Plat d'atanga
 (août 2025).
Le plat d'atanga est un plat gabonais connu sous l'appellation de prunes ou safou, consommé en Afrique Tropicale cru ou cuit. La plupart des ethnies du Gabon n'ont aucun mal à s'adonner à sa consommation.

## Préparation
Plat d'attangas fumé avec tubercules.jpg
L'atanga se prépare de différentes façons dont à la vapeur, à de l'eau bouillie, à la poêle ou fumé dans un paquet. Il est possible d'ajouter non seulement de la tomate, des oignons, du sel mais encore du piment.
L'atanga se mange en République Gabonaise avec du pain, du tubercule de manioc, de la banane, de la patate ou du riz.

## Autres appellations
Les peuples du  Gabon disent tsegha (Nzebi), azigho (Nkomi), hiciya (Bakélé), geyomégomé (Mitsogo).